# Buglóc
Buglóc (németül: Schreibersdorf) Újrétfalu településrésze, egykor önálló község  Ausztriában, Burgenland  tartományban, a Felsőőri járásban.

## Fekvése
Felsőőrtől 11 km-re északnyugatra, Pinkafőtől 4 km-re északkeletre fekszik.

## Története
A mai települést 1388-ban "Sreberstorfh" néven említik először abban az oklevélben, melyben Zsigmond király a borostyánkői uradalmat a Kanizsai családnak adja zálogba. 1392-ben a Kanizsaiak az uradalom tulajdonát is megkapták. Azt ezt hitelesítő oklevélben a település "Irofalv" néven szerepel.
A borostyánkői uradalomhoz tartozott. Eredeti magyar neve "Írófalu" volt. 1580 körül lakói a reformáció hatására evangélikusok lettek, majd a 17. században a földesúr Batthyány család nyomására sokan visszatértek a katolikus hitre. Evangélikus iskoláját 1830-ban említik, ahova a szomszédos Szépúr gyermekei is eljártak. Ebben az időben üveggyár is működött a területén. 1861-ben új iskolája épült, mely egészen 1945-ig működött. Barnaszénbányáját 1895 és 1901 között létesítették.
Vályi András szerint " SRAIBERSDORF. Vas Várm. földes Ura Gróf Batthyáni Uraság, fekszik Pinkafeldhez nem meszsze, földgye agyagos, és homokos, határja szoros."
Fényes Elek szerint " Schreibersdorf, német falu, Vas vmegyében, 102 kath., 215 evang. lak., s ágostai oskolával. A borostyánkői urad. tartozik. Ut. p. Kőszeg."
Vas vármegye monográfiája szerint " Buglócz, 43 házzal és 309 németajkú, róm. kath. és ág. ev. lakossal. Postája és távirója Pinkafő. E községnél van az u. n. Székvölgynek a felső vége. A hatvanas években üveggyára volt, melyet azonban beszüntettek. Nagy barnaszén-bányája van, mely egy angol társaságé."
1910-ben 389, többségben német lakosa volt, jelentős cigány kisebbséggel. A trianoni békeszerződésig Vas vármegye Felsőőri járásához tartozott. 1921-ben Ausztria Burgenland tartományának része lett. A faluban 1954-ben vezették be a villamosságot. 1959-ben új iskolaépületet avattak a településen. 1971-ben közigazgatásilag Újrétfaluhoz csatolták a szomszédos Borhegy és Szépúr településekkel együtt. 1986. június 19-én a települést nagy árvíz sújtotta.

## Nevezetességei
Buglóc templomát 1971-ben szentelték fel.

## Külső hivatkozások
- Újrétfalu hivatalos oldala
- Buglóc a dél-burgenlandi települések honlapján